# Julian Sturgis
Julian Russell Sturgis, né le 21 octobre 1848 et mort le 13 avril 1904, est un écrivain, poète, librettiste américain puis britannique. Né aux États-Unis, il vit et travaille en Angleterre. Il prend la nationalité britannique en 1877. Sturgis s’est aussi illustré dans le football entre 1872 et 1876 en remportant la Coupe d'Angleterre de football 1872-1873 avec le Wanderers Football Club. Il devient ainsi le premier américain à disputer et à remporter cette compétition.

## Biographie
Julian Sturgis naît à Boston, Massachusetts. Il est le quatrième fils de Russell Sturgis un commerçant et juriste et de sa deuxième épouse Juliet Overing née Boit. Quand il a sept mois, la famille part s’installer en Angleterre où Russell Sturgis rejoint Baring Brothers à Londres.
Sturgis suit sa scolarité à l’Eton puis au Balliol College de l’Université d’Oxford. Il fait preuve de belles capacités sportives tant en football qu’en aviron. Il joue au football entre 1872 et 1876 au sein du grand club de l’époque, le Wanderers Football Club, puis au Old Etonians Football Club. Il remporte la Coupe d’Angleterre 1872 avec le premier et se qualifie pour la finale 1876 avec le deuxième. Finale qu’il perd d’ailleurs contre son ancien club.
Sturgis devient barrister avant de commencer une carrière littéraire en 1874, écrivant des romans, de la poésie, des pièces de théâtre et des livrets d’opéra. Il est ainsi surtout reconnu pour avoir écrit en 1891 le livret de l’opéra de Sullivan Ivanhoé (en).

## Palmarès  sportif
Wanderers FC
- Vainqueur de la Coupe d'Angleterre en 1873

Old Etonians
- Finaliste de la Coupe d'Angleterre en 1876